# Cảng Cát Lái
Cảng Cát Lái hay Cảng Tân Cảng - Cát Lái (TCCL) nằm trên sông Đồng Nai là một trong những cảng trọng điểm của hệ thống cảng khu vực Thành phố Hồ Chí Minh, thuộc quản lý của Tổng công ty Tân Cảng Sài Gòn, Bộ Quốc phòng. Cảng Cát Lái cách trạm hoa tiêu Vũng Tàu 43 dặm và có độ sâu trước bến là 12.5m. Cảng Cát Lái hiện là cảng container quốc tế lớn và hiện đại nhất Việt Nam tại thành phố Thủ Đức, Thành phố Hồ Chí Minh, lọt Top 25 cảng hàng đầu thế giới với thị phần container xuất nhập khẩu chiếm trên 90% khu vực phía Nam và gần 50% thị phần cả nước.

## Lịch sử phát triển
Cảng Cát Lái được xây dựng theo nhiều giai đoạn, bắt đầu từ tháng 6 năm 1996 cho đến 2002, diện tích ban đầu khoảng 170,000 mét vuông, gồm 2 cầu tàu 150m, khả năng đón tàu với trọng tải trên 20,000 DWT. Cùng thời gian đó Cát Lái kết hợp với thành phố xây mở tuyến đường liên tỉnh lộ 25 từ xa lộ Hà Nội đến phà Cát Lái nhằm thu hút khách hàng.
Chuyến tàu đầu tiên cập cảng Cát Lái là Nan Ping San của Trung Quốc vào tháng 3 năm 1998, bốc dỡ hơn 5,000 tấn gạo. Sau khi chuyển sang khai thác container, chuyến tàu đầu tiên là của Hãng tàu RCL, cập cảng Cát Lái vào tháng 10 năm 2002.
Năm 2005, khi cầu Thủ Thiêm hoàn tất xây dựng, Tân Cảng Sài Gòn chuyển toàn bộ các hoạt động đón tàu container từ cảng Tân Cảng sang cảng Cát Lái, từ đó Cát Lái trở thành cảng trọng điểm của khu vực phía Nam.

## Hoạt động
Cảng Cát Lái được vận hành bởi Trung tâm Điều độ - công ty Tân Cảng Sài Gòn. Khu vực trong cảng được chia làm 3 terminal A , B và C cùng một khu vực riêng dành cho container lạnh và một bến riêng chuyên dùng tiếp nhận sà lan và đóng hàng gạo. Bên trong Cảng Cát Lái có 3 depot quản lý container rỗng, khu vực bên ngoài có 4 depot liên kết.
Trước năm 2007, Cát Lái sử dụng phương pháp quản lý bãi và container thủ công. Kể từ 2006 đến nay, Công ty Tân Cảng Sài Gòn đăng ký sử dụng phần mềm quản lý Hệ thống thời gian thực TOPX từ Úc, tự động hóa gần như toàn bộ các khâu lập kế hoạch và quản lý bãi.

## Sản lượng
Năm 2005, sản lượng thông qua tại Cát Lái đạt 1 triệu TEU và tới năm 2019, sản lượng thông qua Cảng Cát Lái tăng lên 5,2 triệu TEU. Cảng Cát Lái hiện chiếm thị phần trên 90% sản lượng container xuất nhập khẩu thông qua các cảng tại khu vực Thành phố Hồ Chí Minh, gần 50% thị phần cả nước và lọt vào Top 25 cảng container có sản lượng thông qua lớn nhất trên thế giới.